# 婚姻条約
婚姻条約（こんいんじょうやく、英語: Marriage Treaty）、または英葡条約（えいぽじょうやく、英: Anglo-Portuguese Treaty）は、1661年にイングランド王国とポルトガル王国の間で締結された同盟条約。
条約により、イングランド王チャールズ2世はジョアン4世の娘キャサリン・オブ・ブラガンザと結婚した。また、条約は英葡永久同盟を更新し、当時の閨閥の一つとなった。

## 歴史
チャールズ2世は直近のイングランド王政復古でイングランド王、スコットランド王、アイルランド王に復位したばかりであり、ポルトガルとスペインは自国から嫁を送り込むべく競争していた。チャールズ2世は1656年のブリュッセル条約でスペインと同盟していたが、いざ復位するとスペインがイングランド共和国により奪われたジャマイカなどの領地の返還を要求してきたため両国の関係がこじれていた。
ポルトガル王女との結婚はクラレンドン伯爵やオーモンド公に支持された。キャサリンの持参金は現金のほか、植民地のボンベイとタンジールも含まれていた。しかし、時間がたつと植民地の方は資産どころか負担となった。そのためか、チャールズ2世はボンベイに対する権利をイギリス東インド会社に売却した。一方のタンジールは1684年まで維持されたが、それまでは常にムーア人の脅威にさらされた。またホイッグ党が両植民地の駐留軍はアイルランド人カトリック信者がほとんどであり、イギリスまで戻って絶対王政を強いると主張するなど政争の元にもなった。
合意に従い、フレデリック・ションバーグ率いるイングランドとアイルランド人部隊が徴集されてポルトガル王政復古戦争に参戦した。ポルトガルは1668年に独立を確保した。
チャールズ2世とキャサリンは子供をもうけることができず、1685年にチャールズ2世が死去すると王位はその弟ヨーク公ジェームズが継承した。